# Diferença recíproca
Em matemática, a diferença recíproca de uma sequência finita de número {\displaystyle (x_{0},x_{1},...,x_{n})} sobre uma função {\displaystyle f(x)} é definida indutivamente pelas seguintes fórmulas:
{\displaystyle \rho _{1}(x_{0},x_{1})={\frac {x_{0}-x_{1}}{f(x_{0})-f(x_{1})}}}
{\displaystyle \rho _{2}(x_{0},x_{1},x_{2})={\frac {x_{0}-x_{2}}{\rho _{1}(x_{0},x_{1})-\rho _{1}(x_{1},x_{2})}}+f(x_{1})}
{\displaystyle \rho _{n}(x_{0},x_{1},\ldots ,x_{n})={\frac {x_{0}-x_{n}}{\rho _{n-1}(x_{0},x_{1},\ldots ,x_{n-1})-\rho _{n-1}(x_{1},x_{2},\ldots ,x_{n})}}+\rho _{n-2}(x_{1},\ldots ,x_{n-1})}